# 10119 Remarque
10119 Remarque è un asteroide della fascia principale. Scoperto nel 1992, presenta un'orbita caratterizzata da un semiasse maggiore pari a 3,128351 UA e da un'eccentricità di 0,134616, inclinata di 2,517967° rispetto all'eclittica. Ha un diametro di 14,257 km, un periodo di rotazione di 6,811 ore e un'albedo di 0,048.
Fa parte della famiglia di asteroidi Temi.
L'asteroide è dedicato allo scrittore tedesco Erich Maria Remarque.